# ウォッジェ環礁
座標: 北緯09度26分30秒 東経170度01分00秒 / 北緯9.44167度 東経170.01667度
ウォッジェ環礁（ウォッジェかんしょう、Wotje Atoll）は、中部太平洋のマーシャル諸島にある環礁で、マーシャル諸島共和国の行政区の1つである。

## 概要
太平洋戦争中はウォッゼ環礁と表記されており、現在でも戦争関連書籍ではそのように書かれることがある。一方、当該地域研究の専門家はウォッジェ環礁またはウォッチェ環礁とすることが多い。

## 地理
ウォッジェ環礁の陸地部分は8 km2 であり、マーシャル諸島の中でも最大規模の島の内の1つである。礁湖は624 km2 の広さを持つ。環礁で最大の島であるウォッジェ島は、環礁の東端部に位置する。

### 人口
1999年時点の島の人口は900名であった。2007年の時点ではほぼ1,000名である。この中にはノーザン・アイランド高校に通う寄宿生200名を含む。約125名はウォッジェ本島から8マイル北にあるウォドメジ（ウォルメジ）島で生活する。他の島々は無人で、コプラの生産やピクニック、食物採集などが行われている。

## 歴史
ウォッジェ環礁には1943年8月1日に海軍第64警備隊が着任。第四艦隊隷下の3500人が駐留していたが、同島の防備のため「三笠」と「春日」から取り外された15cm副砲が計6門提供されたという 。ウオッゼ環礁の砲台はクェゼリンの戦いにおいて、アメリカ海軍艦隊との交戦により破壊された。アメリカ海軍の空襲を受け、上陸は阻止したが、2900人の餓死者を出した。
1945年9月5日、守備隊が降伏文書に調印。陸軍、海軍合わせて1414人は同年11月9日に浦賀港へ復員を果たした。

## 対外関係

### 姉妹都市･提携都市
- 台南市（中華民国 直轄市）

## 交通
ウォッジェ空港からマーシャル諸島航空の国内線が飛んでいる。

## 出身･関連著名人
- リトクワ・トメイン - ウォッジェ環礁出身のマーシャル諸島の政治家。2008年1月より第4代マーシャル諸島大統領に就任。